# Taenaris gebiensis
Taenaris gebiensis är en fjärilsart som beskrevs av Brooks 1950. Taenaris gebiensis ingår i släktet Taenaris och familjen praktfjärilar. Inga underarter finns listade i Catalogue of Life.